# Élections législatives de 1876 dans l'Ain
Les élections législatives de 1876 ont eu lieu les 20 février et 5 mars 1876

## Résultats à l'échelle du département
| Partis         | Partis              | Premier tour | Premier tour | Deuxième tour | Deuxième tour | Sièges |
| Partis         | Partis              | Voix         | %            | Voix          | %             | Sièges |
| -------------- | ------------------- | ------------ | ------------ | ------------- | ------------- | ------ |
|                | Gauche républicaine | 33 870       | 45,64        | 3 766         | 96,94         | 4      |
|                | Centre-gauche       | 18 021       | 24,28        |               |               | 1      |
|                | Union républicaine  | 10 211       | 13,76        | 1             |               |        |
|                | Bonapartistes       | 6 737        | 9,08         | 119           | 3,06          | 0      |
|                | Légitimistes        | 3 976        | 5,36         |               |               | 0      |
|                | Extrême gauche      | 1 403        | 1,89         | 0             |               |        |
|                |                     |              |              |               |               |        |
| Inscrits       | Inscrits            | 101 210      | 100,00       | 6 102         | 100,00        |        |
| Votants        | Votants             | 75 252       | 74,35        | 4 034         | 66,11         |        |
| Abstentions    | Abstentions         | 38 622       | 25,63        | 2 068         | 33,89         |        |
| Blancs et nuls | Blancs et nuls      | 1 034        | 1,37         | 149           | 3,69          |        |
| Exprimés       | Exprimés            | 74 218       | 98,63        | 3 885         | 96,31         |        |

## Résultats par circonscription

### Circonscription de Belley
| Candidat       | Candidat           | Parti               | Premier tour | Premier tour |
| Candidat       | Candidat           | Parti               | Voix         | %            |
| -------------- | ------------------ | ------------------- | ------------ | ------------ |
|                | Joseph Chaley      | Gauche républicaine | 12 945       | 68,84        |
|                | Paul Joseph Cottin | Centre-gauche       | 4 456        | 23,70        |
|                | Luc Roselli-Mollet | Extrême gauche      | 1 403        | 7,46         |
|                |                    |                     |              |              |
| Inscrits       | Inscrits           | Inscrits            | 23 330       | 100,00       |
| Votants        | Votants            | Votants             | 18 876       | 80,91        |
| Abstention     | Abstention         | Abstention          | 4 454        | 19,09        |
| Blancs et nuls | Blancs et nuls     | Blancs et nuls      | 72           | 0,38         |
| Exprimés       | Exprimés           | Exprimés            | 18 804       | 99,62        |

### Première circonscription de Bourg-en-Bresse
| Candidat       | Candidat        | Parti              | Premier tour | Premier tour |
| Candidat       | Candidat        | Parti              | Voix         | %            |
| -------------- | --------------- | ------------------ | ------------ | ------------ |
|                | Edmond Tiersot  | Union républicaine | 8 826        | 79,79        |
|                | Pierre Cancalon | Légitimiste        | 2 235        | 20,21        |
|                |                 |                    |              |              |
| Inscrits       | Inscrits        | Inscrits           | 16 421       | 100,00       |
| Votants        | Votants         | Votants            | 11 394       | 69,39        |
| Abstention     | Abstention      | Abstention         | 5 027        | 30,61        |
| Blancs et nuls | Blancs et nuls  | Blancs et nuls     | 333          | 2,92         |
| Exprimés       | Exprimés        | Exprimés           | 11 061       | 97,08        |

### Deuxième circonscription de Bourg-en-Bresse
| Candidat       | Candidat       | Parti               | Premier tour | Premier tour |
| Candidat       | Candidat       | Parti               | Voix         | %            |
| -------------- | -------------- | ------------------- | ------------ | ------------ |
|                | Jacques Tondu  | Gauche républicaine | 8 353        | 59,59        |
|                | Léopold Le Hon | Bonapartiste        | 5 665        | 40,41        |
|                |                |                     |              |              |
| Inscrits       | Inscrits       | Inscrits            | 17 259       | 100,00       |
| Votants        | Votants        | Votants             | 14 065       | 81,49        |
| Abstention     | Abstention     | Abstention          | 3 208        | 18,51        |
| Blancs et nuls | Blancs et nuls | Blancs et nuls      | 47           | 0,33         |
| Exprimés       | Exprimés       | Exprimés            | 14 018       | 99,67        |

### Circonscription de Gex
| Candidat       | Candidat                  | Parti               | Premier tour | Premier tour | Deuxième tour | Deuxième tour |
| Candidat       | Candidat                  | Parti               | Voix         | %            | Voix          | %             |
| -------------- | ------------------------- | ------------------- | ------------ | ------------ | ------------- | ------------- |
|                | François Gros-Gurin       | Gauche républicaine | 1 915        | 39,84        | 3 766         | 96,94         |
|                | M. Guiguet                | Gauche républicaine | 1 176        | 36,95        |               |               |
|                | Jean-Louis Girod de l'Ain | Bonapartiste        | 1 035        | 21,53        | 119           | 3,06          |
|                | M. Marion                 | Gauche républicaine | 681          | 14,15        |               |               |
|                |                           |                     |              |              |               |               |
| Inscrits       | Inscrits                  | Inscrits            | 6 102        | 100,00       | 6 102         | 100,00        |
| Votants        | Votants                   | Votants             | 4 869        | 79,79        | 4 034         | 66,11         |
| Abstention     | Abstention                | Abstention          | 1 233        | 20,21        | 2 068         | 33,89         |
| Blancs et nuls | Blancs et nuls            | Blancs et nuls      | 62           | 1,27         | 149           | 3,69          |
| Exprimés       | Exprimés                  | Exprimés            | 4 807        | 98,73        | 3 885         | 96,31         |

### Circonscription de Nantua
| Candidat       | Candidat       | Parti               | Premier tour | Premier tour |
| Candidat       | Candidat       | Parti               | Voix         | %            |
| -------------- | -------------- | ------------------- | ------------ | ------------ |
|                | Jean Mercier   | Gauche républicaine | 8 800        | 83,48        |
|                | Jules Bonnet   | Légitimistes        | 1 741        | 16,52        |
|                |                |                     |              |              |
| Inscrits       | Inscrits       | Inscrits            | 14 158       | 100,00       |
| Votants        | Votants        | Votants             | 10 572       | 74,67        |
| Abstention     | Abstention     | Abstention          | 3 586        | 25,33        |
| Blancs et nuls | Blancs et nuls | Blancs et nuls      | 31           | 0,29         |
| Exprimés       | Exprimés       | Exprimés            | 10 541       | 99,71        |

### Circonscription de Trévoux
| Candidat       | Candidat                 | Parti              | Premier tour | Premier tour |
| Candidat       | Candidat                 | Parti              | Voix         | %            |
| -------------- | ------------------------ | ------------------ | ------------ | ------------ |
|                | Henri Germain            | Centre gauche      | 13 565       | 87,65        |
|                | Pierre Denfert-Rochereau | Union républicaine | 1 385        | 8,94         |
|                | Léopold Le Hon           | Bonapartiste       | 37           | 0,23         |
|                |                          |                    |              |              |
| Inscrits       | Inscrits                 | Inscrits           | 23 940       | 100,00       |
| Votants        | Votants                  | Votants            | 15 476       | 64,64        |
| Abstention     | Abstention               | Abstention         | 8 221        | 35,46        |
| Blancs et nuls | Blancs et nuls           | Blancs et nuls     | 489          | 3,16         |
| Exprimés       | Exprimés                 | Exprimés           | 14 987       | 96,84        |